# Saint-Étienne-de-Baïgorry
Saint-Étienne-de-Baïgorry – miejscowość i gmina we Francji, w regionie Nowa Akwitania, w departamencie Pireneje Atlantyckie.
Według danych na rok 1990 gminę zamieszkiwało 1565 osób, a gęstość zaludnienia wynosiła 23 osób/km² (wśród 2290 gmin Akwitanii Saint-Étienne-de-Baïgorry plasuje się na 271. miejscu pod względem liczby ludności, natomiast pod względem powierzchni na miejscu 75.).